# Tabitha Babbitt
Tabitha Babbitt (9. prosinec 1779 Hardwick – 10. prosince 1853) byla americkou vynálezkyní, náležela do americké náboženské sekty shakerů v Massachusetts.

## Život
Narodila 9. prosince 1779 se v městě Hardwick ve státě Massachusetts v rodině Setha a Elizabeth Babbitt. Dne 12. srpna 1793 se stala členkou americké náboženské sekty shakerů v Massachusetts. Zemřela v prosinci 1853 v městě Harvard ve státě Massachusetts

## Vynález
Babbitt je přisuzován vynález kotoučové pily v roce 1813. Na nápad přišla při sledování těžké práce svých spoluvěrců při řezání dřeva. Ve snaze jim pomoci přišla s nápadem s kotoučkem se zuby, který připevnila na kolovrátek a roztočila jej. Následně kotouč byl zvětšen pro průmyslové využití a propojen s vodním pohonem. Jako žena, příslušnice sekty, nemohla přihlásit svůj patent na patentním úřadu. To provedli dva muži, kteří si o vynálezu přečetli v shakerském občasníku. Její prototyp je uložen v Albany v New Yorku.
Protože si vynález nepatentovala vedou se dodnes spory, kdo byl skutečným vynálezcem.